# Canada op de Olympische Winterspelen 1936
Tijdens de Olympische Winterspelen van 1936, die in Garmisch-Partenkirchen (Duitsland) werden gehouden, nam Canada voor de vierde keer deel.

## Medailleoverzicht
| Sport     | Olympiër       | Discipline | Medaille |
| --------- | -------------- | ---------- | -------- |
| IJshockey | Olympisch team | mannen     | Zilver   |

## Deelnemers en resultaten

### Alpineskiën
| Olympiër            | Discipline     | Resultaat | Prestatie                                           |
| ------------------- | -------------- | --------- | --------------------------------------------------- |
| Karl Baadsvik       | combinatie (m) | dnf       | niet gefinisht afdaling: 5.55,2 slalom: 1.54,3+dns  |
| William Ball        | combinatie (m) | dnf       | niet gefinisht afdaling: 6.40,6 slalom: 2.07,7+dns  |
| William Clark       | combinatie (m) | dnf       | niet gefinisht afdaling: 7.29,0 slalom: 2.03,9+dns  |
| Lois Butler         | combinatie (v) | 15e       | 72,31 punten afdaling: 6.20,0 slalom: 1.54,4+1.45,9 |
| Marjory Miller      | combinatie (v) | 28e       | 58,01 punten afdaling: 7.30,4 slalom: 2.24,7+2.28,7 |
| Diana Gordon-Lennox | combinatie (v) | 29e       | 57,68 punten afdaling: 8.03,8 slalom: 2.26,2+2.04,8 |
| Edwina Chamier      | combinatie (v) | dnf       | niet gefinisht afdaling: 7.21,0 slalom: 2.30,1+dns  |

### Kunstrijden
| Olympiër                       | Discipline | Resultaat | Prestatie              |
| ------------------------------ | ---------- | --------- | ---------------------- |
| Montgomery Wilson              | mannen     | 4e        | pc. 30,0; 394,5 punten |
| Constance Wilson-Samuel        | vrouwen    | dnf       | opgave                 |
| Louise Bertram Stewart Reburn  | paarrijden | 6e        | pc. 68,5; 9,8 punten   |
| Audrey Garland Fraser Sweatman | paarrijden | 12e       | pc. 105,0; 8,7 punten  |

### Langlaufen
| Olympiër         | Discipline | Resultaat | Prestatie |
| ---------------- | ---------- | --------- | --------- |
| William Clark    | 18 km (m)  | 47e       | 1:30.20   |
| William Ball     | 18 km (m)  | 54e       | 1:32.46   |
| Tormod Mobraaten | 18 km (m)  | 57e       | 1:33.28   |
| Karl Baadsvik    | 18 km (m)  | 64e       | 1:39.30   |

### Noordse combinatie
| Olympiër         | Discipline | Resultaat | Prestatie                                                       |
| ---------------- | ---------- | --------- | --------------------------------------------------------------- |
| Tormod Mobraaten | mannen     | 31e       | 348,8 punten 18 km: 143,8 (1:33.28) schans: 205,0 (49,0+52,5 m) |
| William Clark    | mannen     | 39e       | 315,4 punten 18 km: 159,3 (1:30.20) schans: 156,1 (36,5+35,0 m) |
| Karl Baadsvik    | mannen     | 41e       | 306,9 punten 18 km: 115,2 (1:39.30) schans: 191,7 (49,0+46,0 m) |
| William Ball     | mannen     | 46e       | 244,7 punten 18 km: 147,3 (1:32.46) schans: 97,4 (40,5+36,0 m)  |

### Schaatsen
| Olympiër     | Discipline   | Resultaat | Prestatie |
| ------------ | ------------ | --------- | --------- |
| Thomas White | 500 m (m)    | 31e       | 49,6      |
| Thomas White | 1500 m (m)   | 34e       | 2.34,2    |
| Thomas White | 5000 m (m)   | 25e       | 9.04,5    |
| Thomas White | 10.000 m (m) | 21e       | 18.25,3   |

### Schansspringen
| Olympiër         | Discipline | Resultaat | Prestatie                  |
| ---------------- | ---------- | --------- | -------------------------- |
| Tormod Mobraaten | mannen     | 14e       | 206,9 punten (71,5+66,5 m) |
| Karl Baadsvik    | mannen     | 35e       | 187,1 punten (63,5+59,0 m) |
| Norman Gagne     | mannen     | 38e       | 177,3 punten (58,0+57,0 m) |

### IJshockey
| Olympiër | Discipline | Resultaat | Prestatie |
| --- | ---------- | --------- | --- |
| Francis Moore Arthur Nash Herman Murray Walter Kitchen Raymond Milton David Neville Kenneth Farmer Hugh Farquharson Maxwell Deacon Alexander Sinclair William Thomson James Haggarty Ralph St. Germain | mannen     | zilver    | voorronde: 8 - 1 Canada - Polen 11 - 0 Canada - Letland 5 - 2 Canada - Oostenrijk halve finaleronde: 1 - 2 Canada - Groot-Brittannië 15 - 0 Canada - Hongarije 6 - 2 Canada - Duitsland finaleronde: 7 - 0 Canada - Tsjecho-Slowakije 1 - 0 Canada - Verenigde Staten |

Australië · België · Bulgarije · Canada · Duitsland · Estland · Finland · Frankrijk · Griekenland · Groot-Brittannië · Hongarije · Italië · Japan · Joegoslavië · Letland · Liechtenstein · Luxemburg · Nederland · Noorwegen · Oostenrijk · Polen · Roemenië · Spanje · Tsjecho-Slowakije · Turkije · Verenigde Staten · Zweden · Zwitserland